# حاوية شحن العمارة

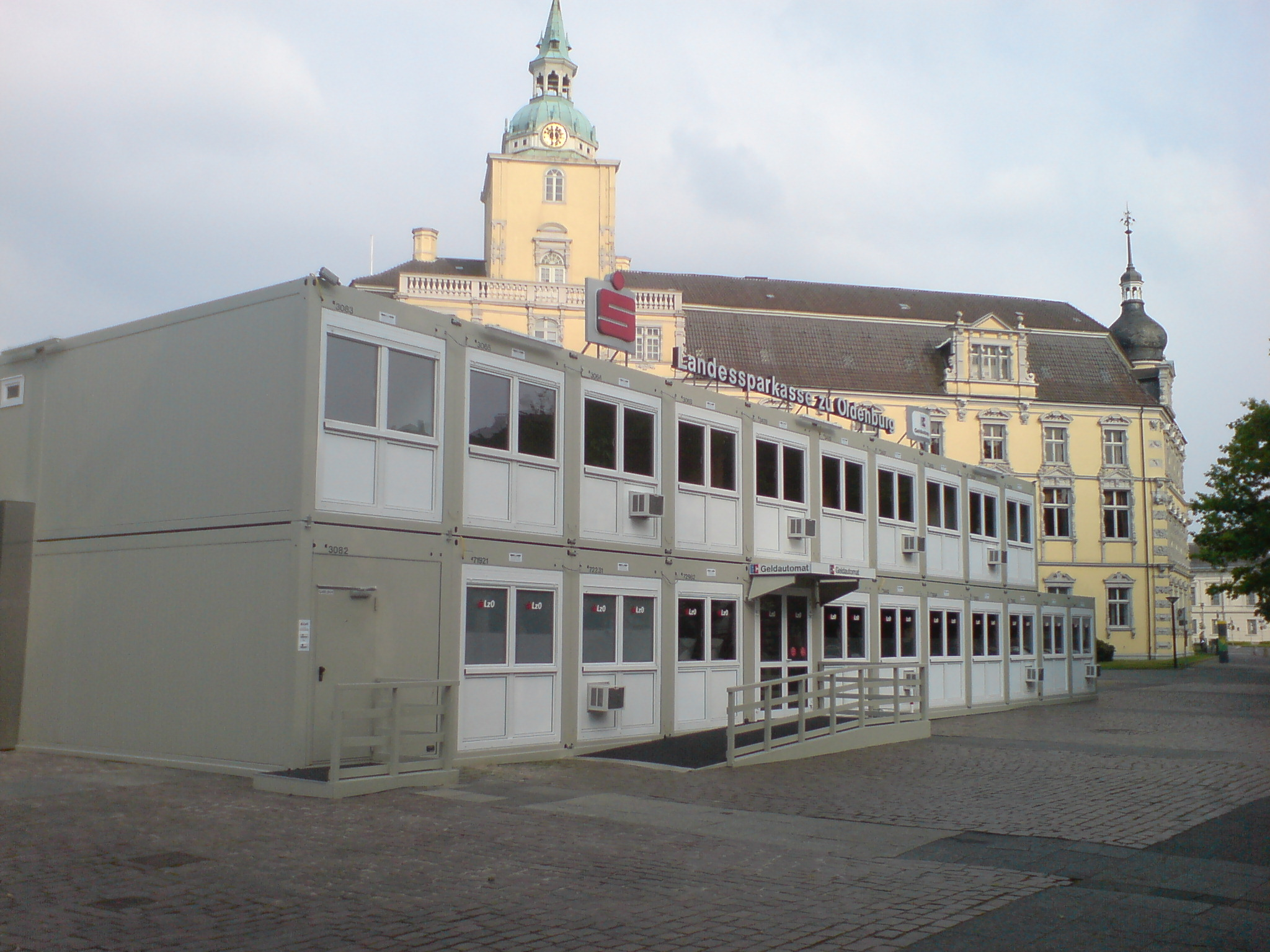
فرع بنك مؤقت بني من حاويات الشحن في ألمانيا

حاوية شحن العمارة Shipping container architecture هو شكل من أشكال العمارة باستخدام الصلب المتعدد الوسائط حاويات (حاويات الشحن) العنصر الهيكلي. كما يشار إلى cargotecture ، سفر من البضائع مع العمارة، أو "arkitainer".
استخدام حاويات كمادة بناء نمت في شعبية على مدى السنوات القليلة الماضية بسبب القوة الكامنة، توافر واسعة نسبيا منخفضة التكاليف. المنازل كما تم بناؤها مع حاويات لأنها تعتبر أكثر صديقة للبيئة من مواد البناء التقليدية مثل الطوب والاسمنت.[بحاجة لمصدر]

## المزايا
القوة والمتانةحاويات الشحن في العديد من الطرق مثالية مواد البناء. فهي مصممة لتحمل الأحمال الثقيلة أن تكون مكدسة في ارتفاع الأعمدة. كما أنها مصممة لمقاومة البيئات القاسية مثل ترتاده السفن أو رش الملح على الطرق أثناء نقلها على الطرق. بسبب قوة عالية، حاويات يمكن تكييفها تخزين آمنة.
الوحداتجميع حاويات الشحن هي نفس العرض ومعظم هما معيار الطول وطول القياسات كما أنها توفر عناصر وحدات التي يمكن أن تكون مجتمعة في أكبر الهياكل. هذا يبسط تصميم وتخطيط النقل. كما أنها مصممة بالفعل إلى التعشيق لسهولة التنقل أثناء النقل، البناء الهيكلي اكتمال ببساطة emplacing لهم. بسبب الحاويات تصميم وحدات إضافية البناء سهلا كما هو التراص المزيد من الحاويات. أنها يمكن أن تكون مكدسة يصل إلى 12 وحدة عالية عندما تكون فارغة.
العملفي لحام وقطع الصلب تعتبر العمالة المتخصصة ويمكن زيادة نفقات البناء، ولكن عموما لا يزال أقل من البناء التقليدية. على عكس الخشب الإطار البناء المرفقات يجب أن تكون ملحومة أو حفر على الجلد الخارجي، الذي هو أكثر تستغرق وقتا طويلا ويتطلب مختلفة موقع العمل والمعدات.
النقلالجاهزة وحدات كما يمكن نقلها بسهولة من قبل سفينة الشاحنات أو السكك الحديدية، لأنها بالفعل تتوافق مع الشحن القياسية الأحجام.
توافرتستخدم حاويات الشحن المتوفرة في جميع أنحاء العالم.
حسابالعديد من الحاويات المستخدمة متوفرة في مبلغ منخفضة مقارنة الانتهاء من هيكل بناه الأخرى كثيفة العمالة يعني مثل الطوب وقذائف هاون — والتي تتطلب أيضا أكبر وأكثر تكلفة الأساسات. البناء ينطوي على القليل جدا من العمل وتستخدم حاويات الشحن التي تتطلب فقط تعديل بسيط يمكن شراؤها من شركات النقل الكبرى على قدر لنا 1200 دولار لكل منهما. حتى عند شراء العلامة التجارية الجديدة نادرا ما أكثر من 6000 دولار أمريكي.
ألاسسحاويات مصممة على أن تكون معتمدة من قبل أربع زوايا صنع بسيط جدا الأساس ممكن. وكذلك أعلى أربعة أركان هي قوية جدا لأنها تهدف إلى دعم كومة من حاويات أخرى.
صديقة للبيئةأ 40 ft حاوية شحن الأوزان أكثر من 3500 كغ. عند إعادة التدوير للأفضل حاويات الشحن آلاف كجم من الصلب يتم حفظها. وبالإضافة إلى ذلك عند بناء مع حاويات كمية من مواد البناء التقليدية اللازمة (أي الطوب والاسمنت) يتم تخفيض.

## العيوب
درجة الحرارة
الصلب يوصل الحرارة بشكل جيد جدا; الحاويات المستخدمة الإنسان الإشغال في بيئة مع تفاوت في درجات الحرارة عادة ما يكون أفضل معزول من معظم الطوب كتلة أو الهياكل الخشبية.
الافتقار إلى المرونة
على الرغم من أن حاويات الشحن يمكن أن تكون مجتمعة معا لخلق أكبر المساحات خلق مساحات مختلفة إلى الحجم الافتراضي (إما 20 أو 40 قدم) مكلفة وتستغرق وقتا طويلا. حاويات أي أكثر من 40 قدما سيكون من الصعب التنقل في بعض المناطق السكنية.
الرطوبة
كما ذكر أعلاه, single wall الصلب يوصل الحرارة. في المناخات المعتدلة الرطبة الداخلية الهواء يتكثف ضد الصلب، ليصبح رطبا. الصدأ سوف تشكل إلا إذا كان الصلب هو جيد مغلقة ومعزولة.
موقع البناء
حجم ووزن الحاويات في معظم الحالات تتطلب منهم أن توضع بواسطة رافعة أو رافعة شوكية. التقليدية الطوب كتلة الخشب مواد البناء غالبا ما تكون انتقلت من جهة، حتى إلى الطوابق العليا.
تصاريح البناء
استخدام الصلب للبناء، في حين انتشارا في البناء الصناعي، ليس على نطاق واسع المستخدمة في المباني السكنية. الحصول على رخص البناء قد تكون مزعجة في بعض المناطق بسبب البلديات عدم وجود رؤية هذا التطبيق من قبل. ومع ذلك، في بعض حاوية شحن المنازل تم بناؤها في خارج المدينة رمز التقسيم ؛ هذا لا يعني تراخيص البناء المطلوبة.
العلاج من الأرضيات الخشبية
لتلبية الحكومة الأسترالية متطلبات الحجر الصحي الأكثر حاوية خشبية عند تصنيعها يتم التعامل مع المبيدات الحشرية التي تحتوي على النحاس (23-25%) والكروم (38 إلى 45%) والزرنيخ (30-37%). قبل الآدمي، يجب أن تكون الأرضيات إزالتها والتخلص منها بأمان. الوحدات مع الصلب الطوابق سيكون من الأفضل إذا كانت متوفرة.
البضائع تسربات
وعاء يمكن أن تحمل مجموعة متنوعة واسعة من البضائع خلال فترة عمله. انسكاب أو التلوث قد وقعت على الأسطح الداخلية يجب تنظيفها قبل سكن. من الناحية المثالية جميع الأسطح الداخلية يجب أن تكون جلخ انتقد على المعدن، وإعادة رسمها مع الطلاء غير سامة.
المذيبات
المذيبات صدر من الطلاء ومانعات التسرب المستخدمة في تصنيع قد تكون ضارة.
الضرر
بينما في خدمة الحاويات التالفة من خلال الاحتكاك والتعامل التصادم وقوة الأحمال الثقيلة النفقات العامة خلال عبور السفينة. الشركات سوف تفقد حاويات ندين لهم إذا كان هناك تصدع اللحامات، الملتوية إطارات أو ثقوب دبوس يتم العثور على جملة أخطاء.
سقف الضعف
على الرغم من أن طرفي حاوية قوية للغاية، سقف لا. الحد من 300kg هو الموصى بها.

## معرض الصور

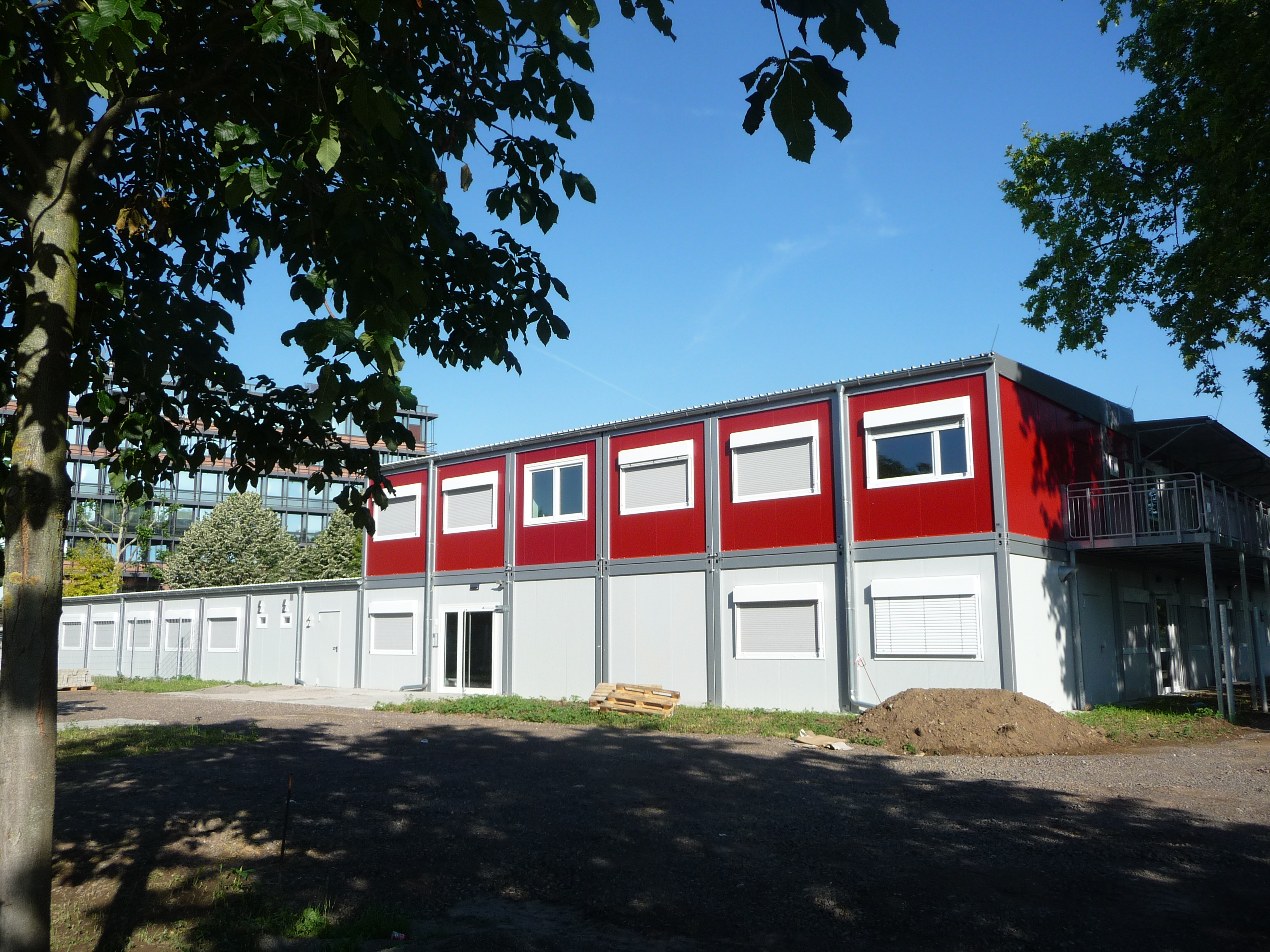
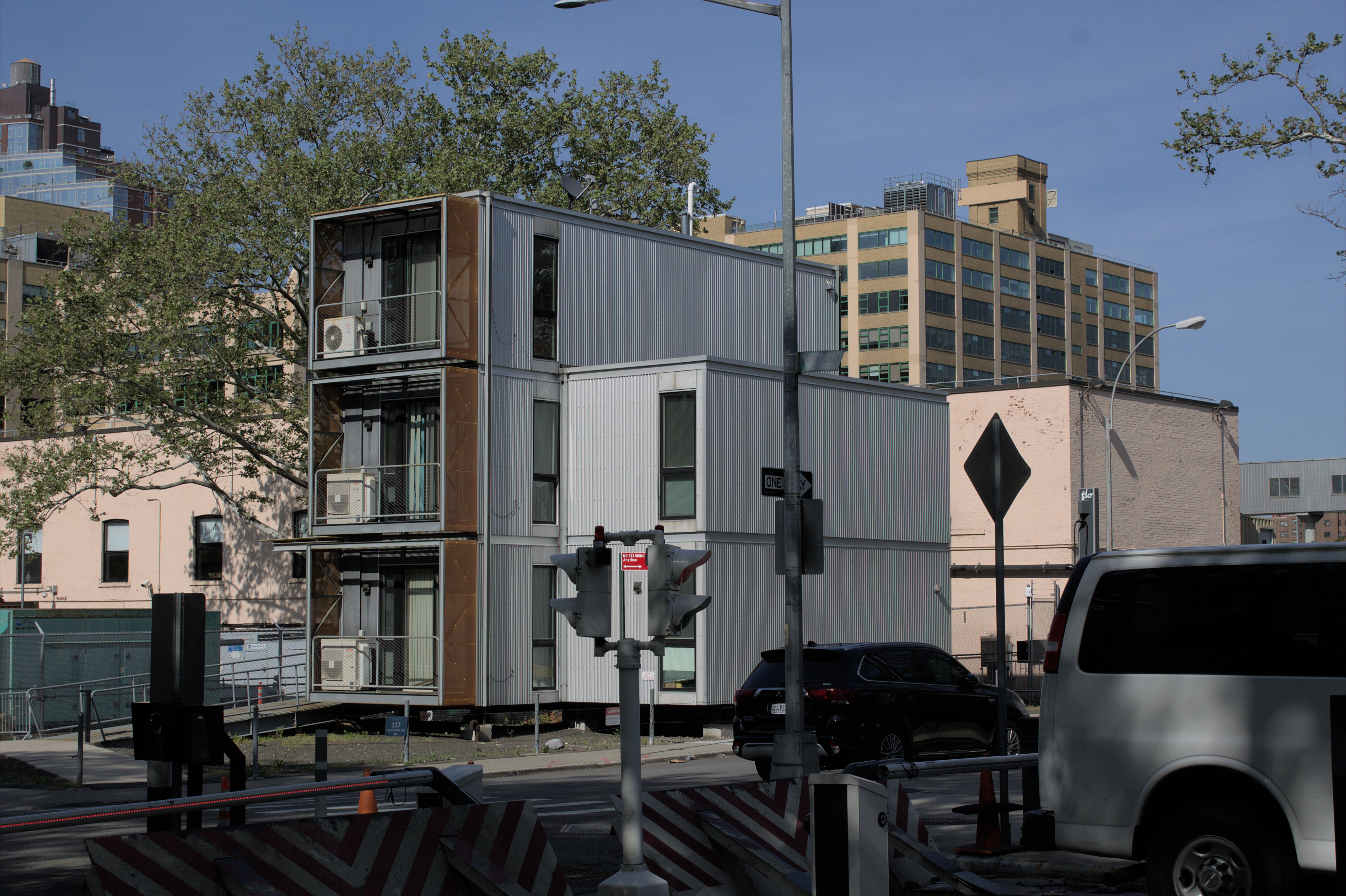
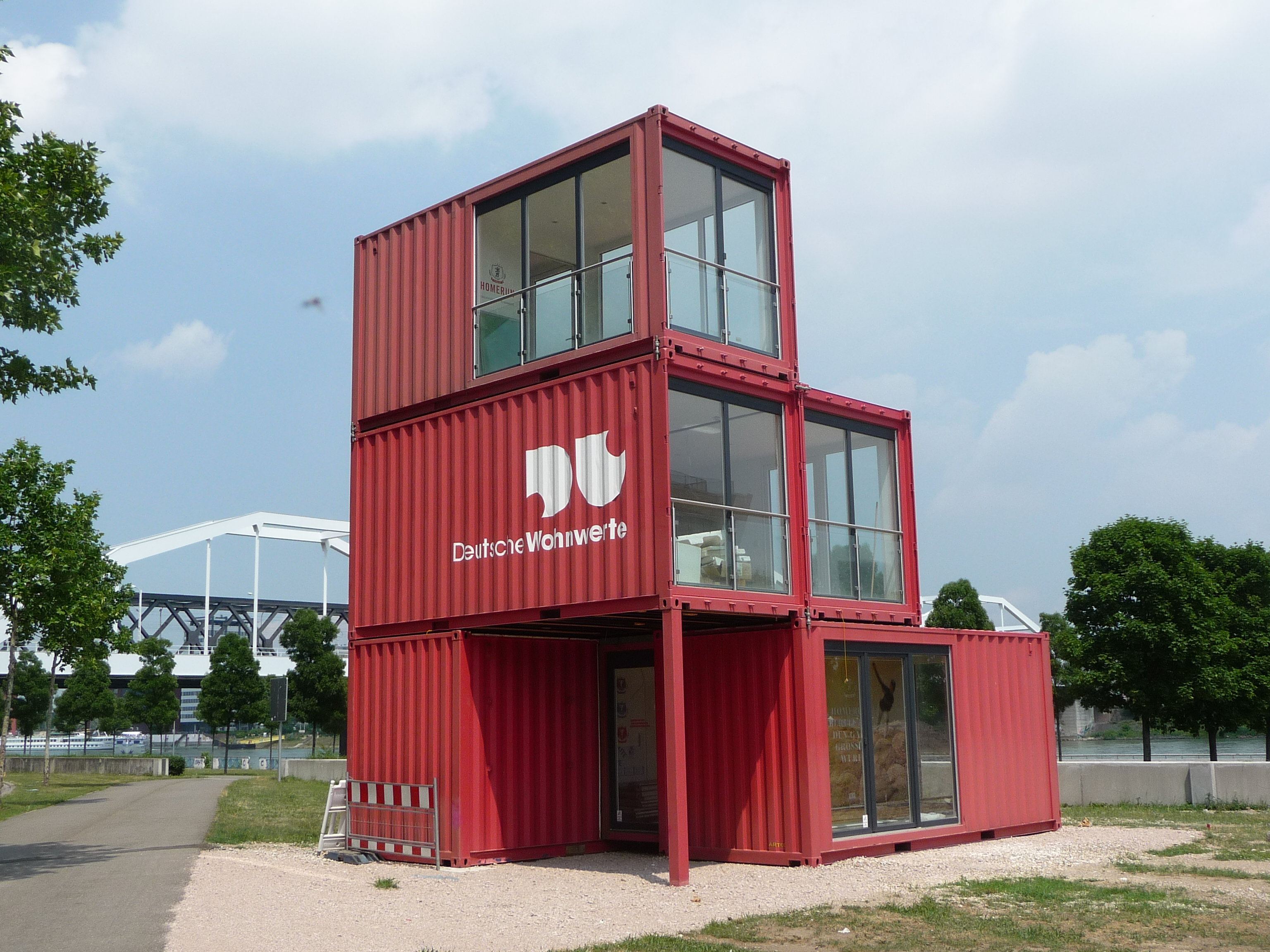
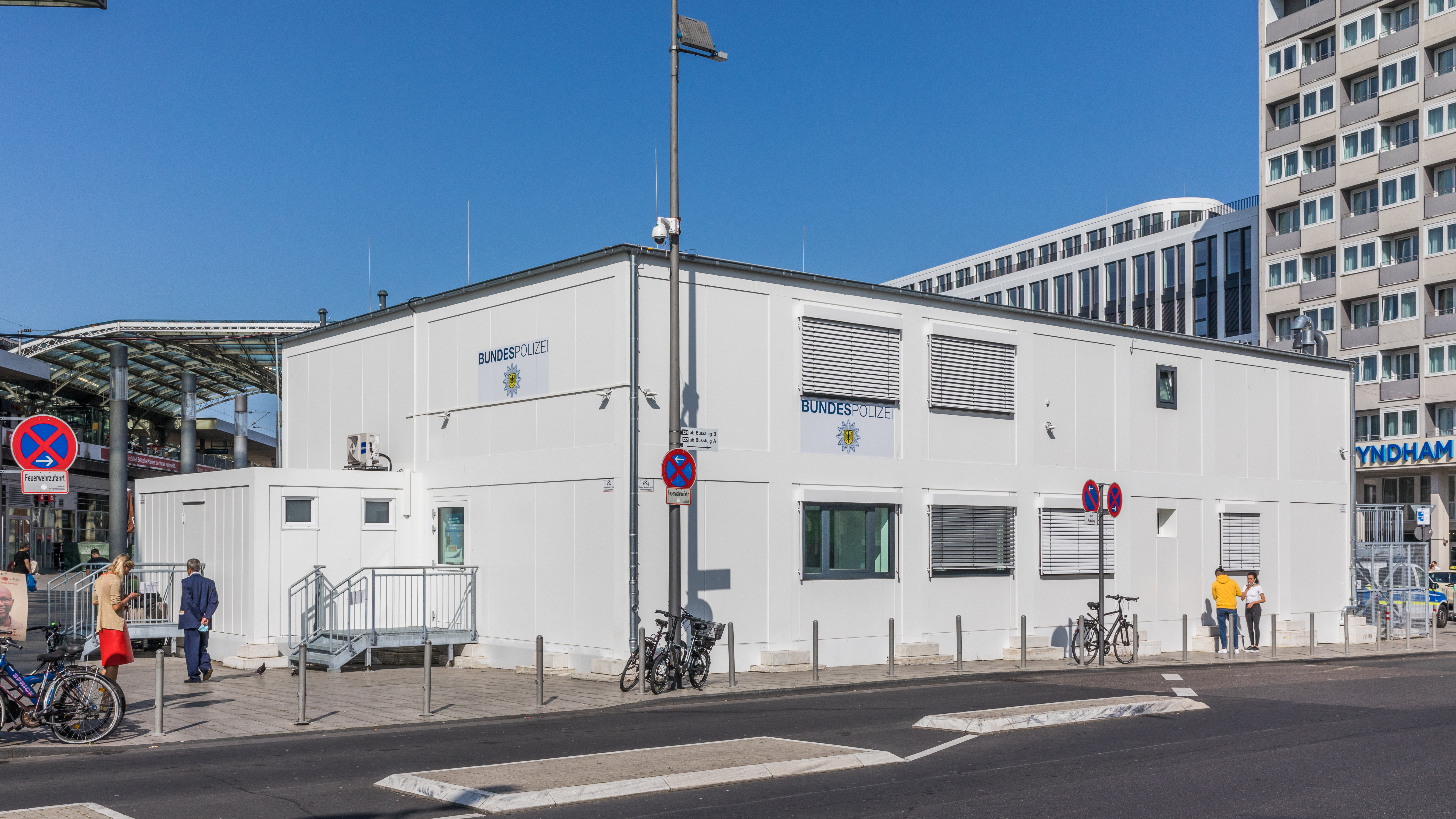
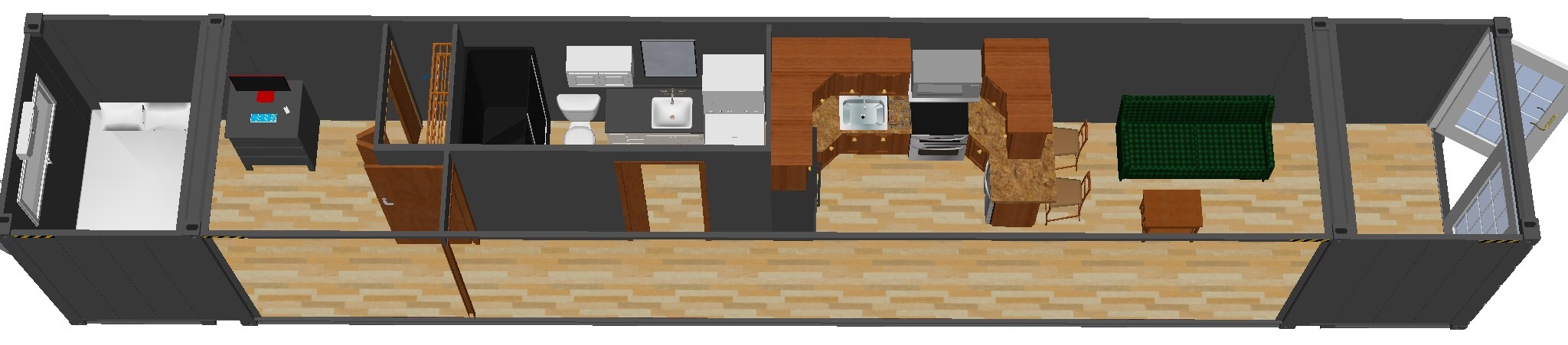
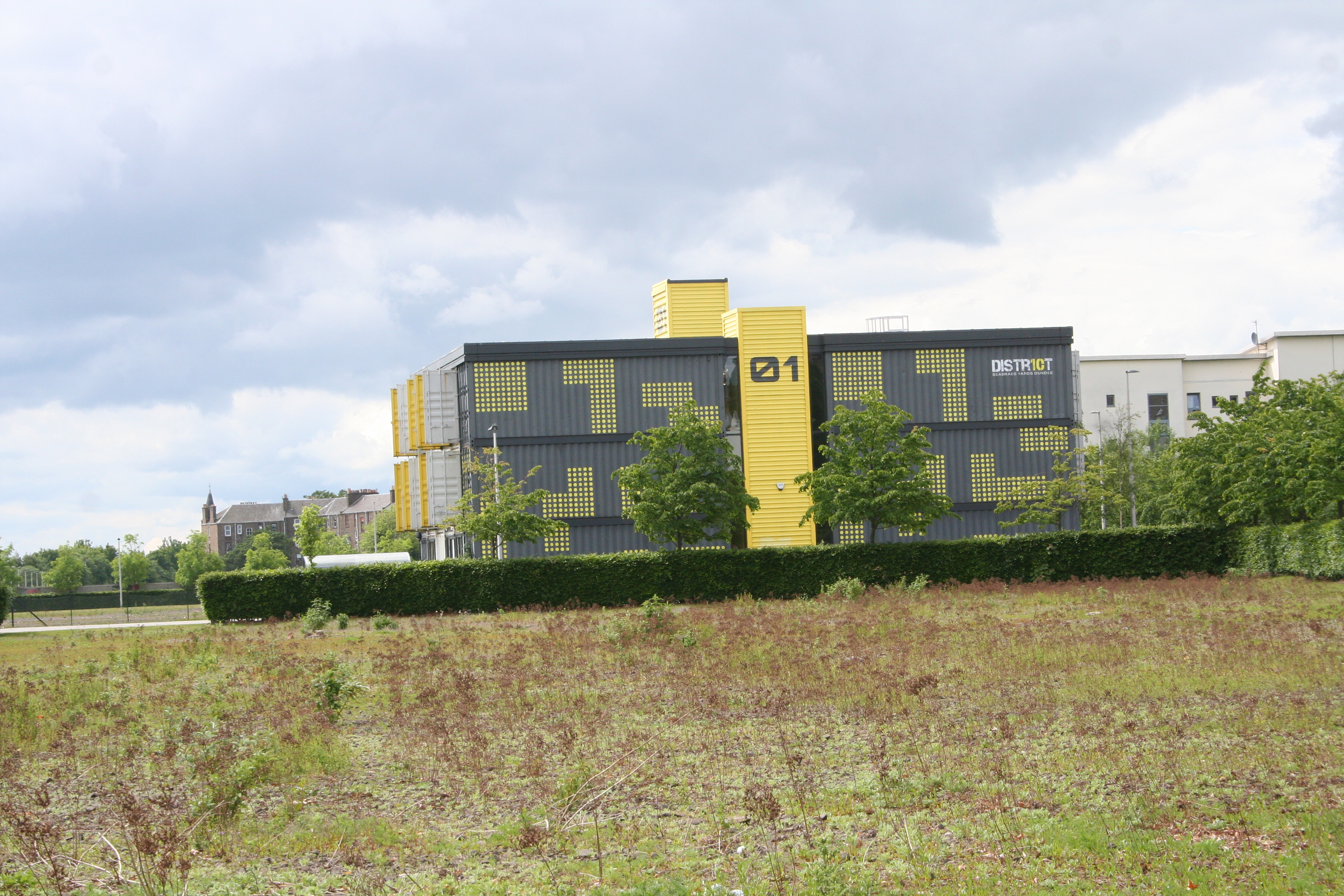
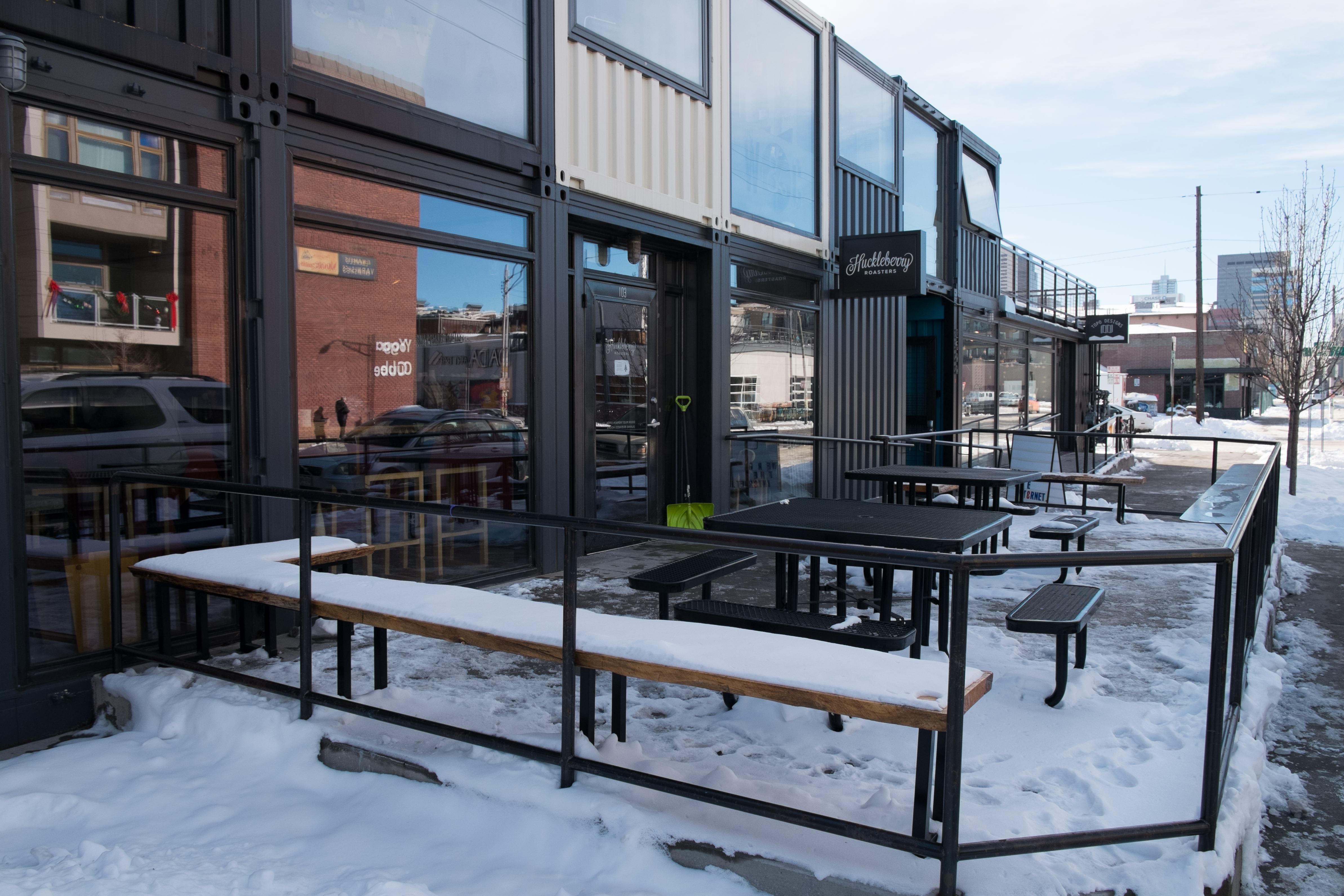
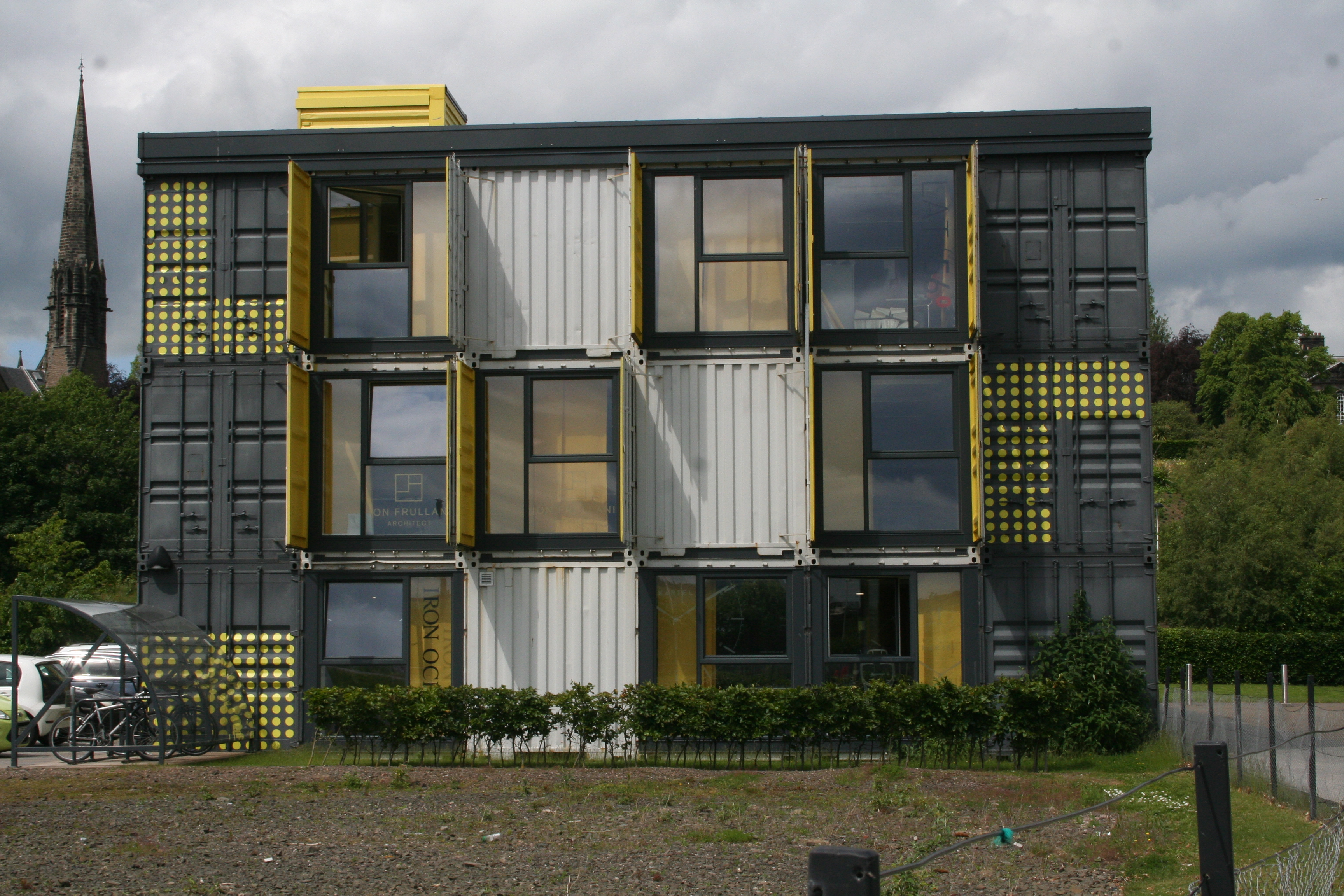
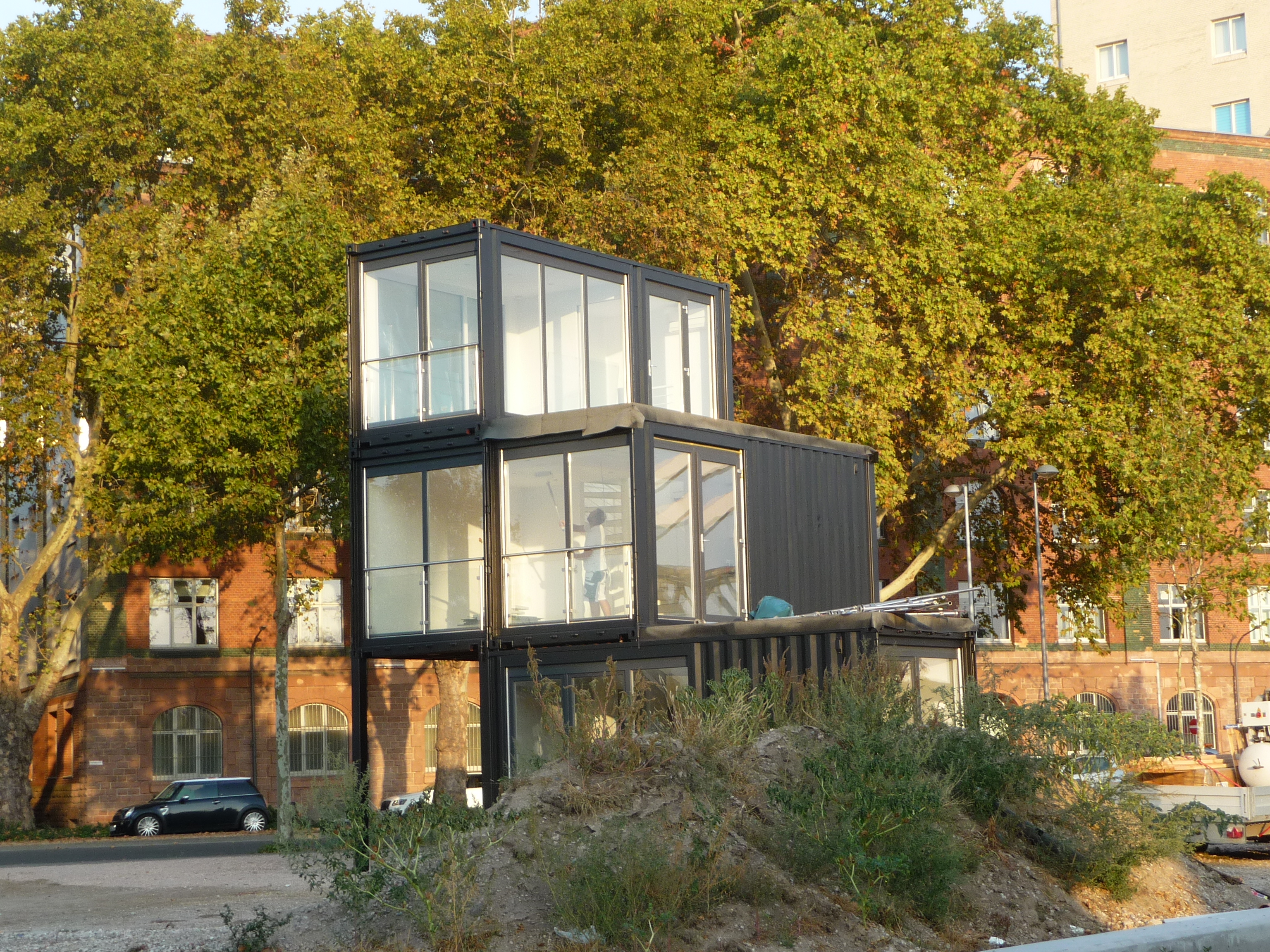
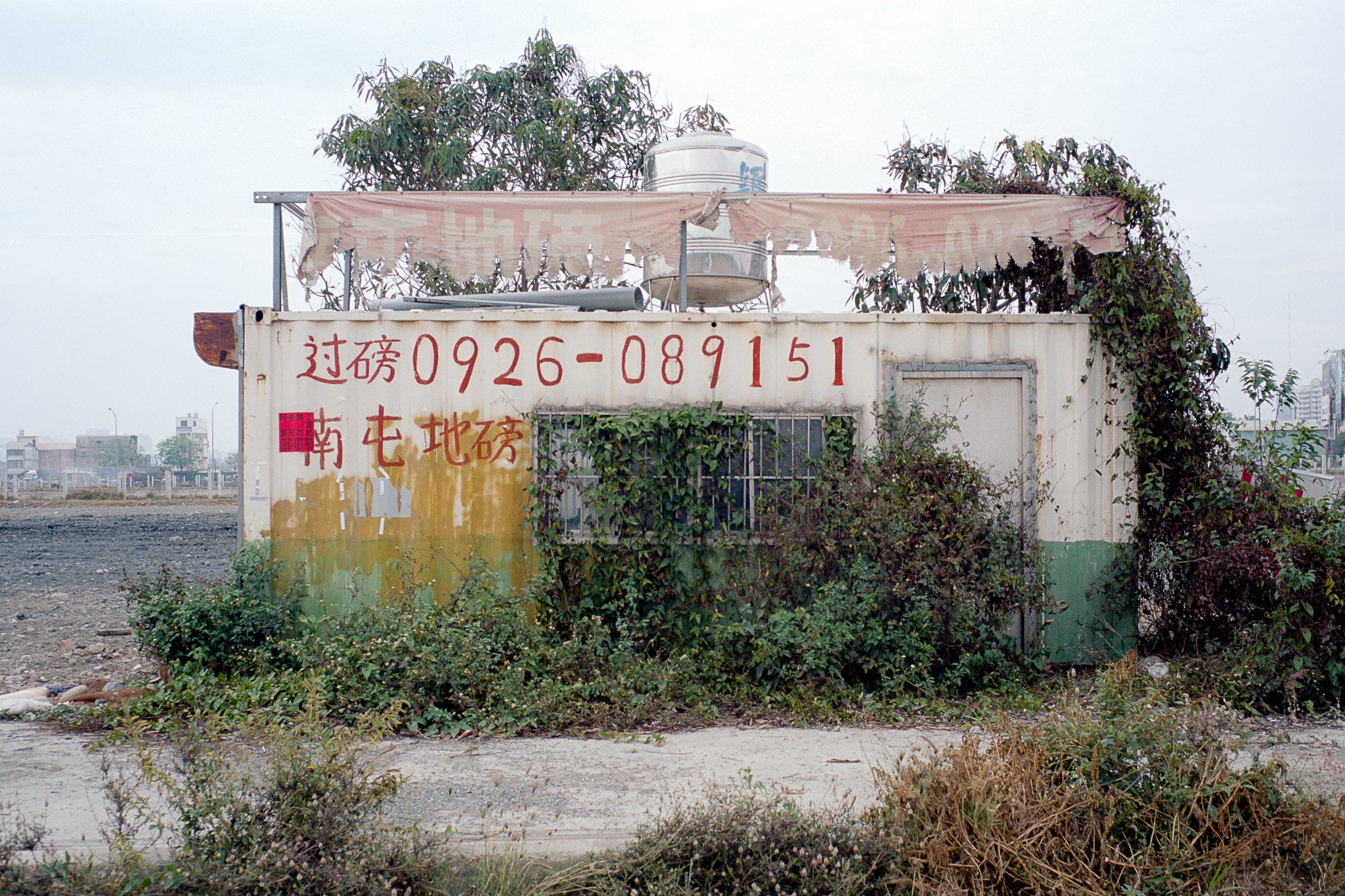
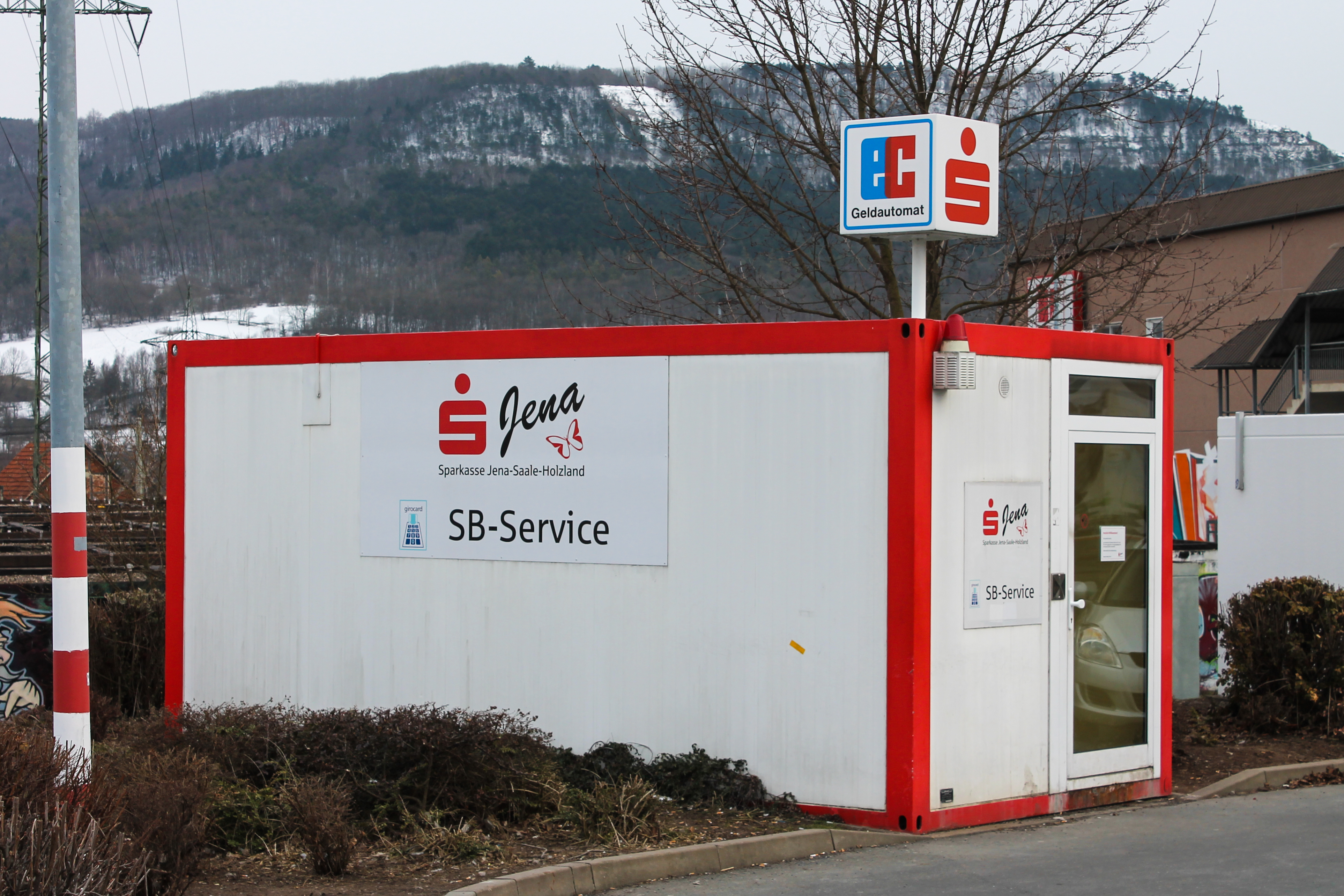
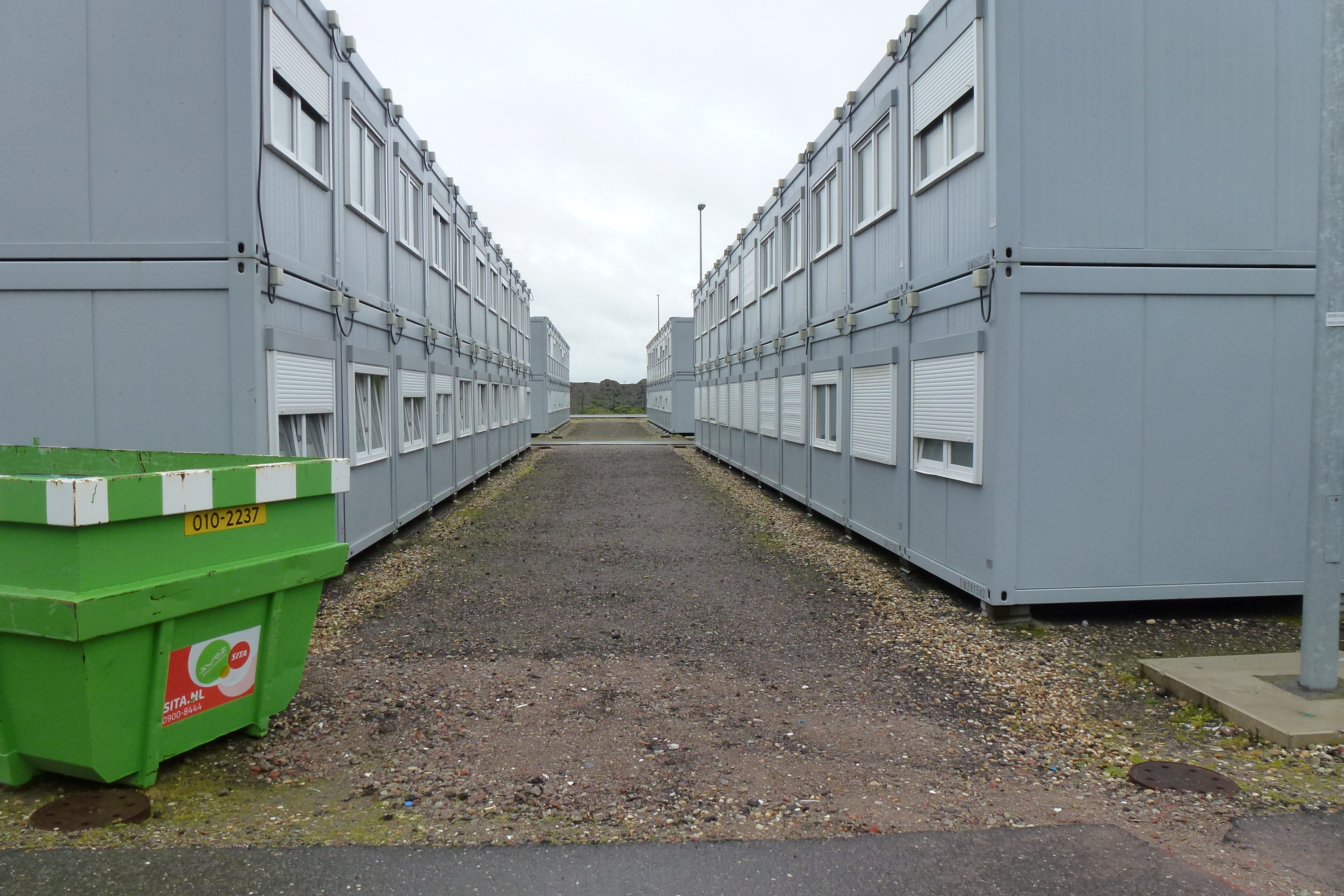

- ملف:Container art work.JPG